# Frédéric van Citters

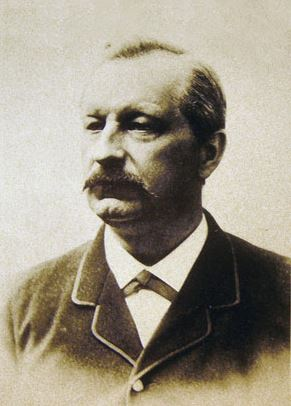
Jhr. F. van Citters

Jhr. Frédéric van Citters (Rheden, 13 juni 1839 – Ginneken, 12 november 1922) was een Nederlands burgemeester.
Hij begon zijn burgemeesterscarrière in 1867 te Rhoon en in 1871 werd hij burgemeester van Bodegraven. In 1879 volgde zijn benoeming tot burgemeester van Delfshaven wat hij zou blijven tot Delfshaven in 1886 opging in de gemeente Rotterdam. Daarna was hij tot 1910 wethouder in Rotterdam.
Frédéric heeft in Delfshaven in 1883 de waterleiding laten aanleggen, waardoor de hygiëne met een goede drinkwatervoorziening verbeterd wordt en ziektes zoals cholera verregaand teruggedrongen worden. In 1881 werd Rotterdam met Delfshaven verbonden door een stoomtram.
In Rotterdam was hij als wethouder en bouwheer verantwoordelijk voor de bouw van het stadhuis, waarvan een plaquette op de binnenplaats van het stadhuis getuigt.

## Trivia
- De Van Cittersstraat in Rotterdam ligt als doorgaande weg tussen het Mathenesserplein en het Burgemeester Meineszplein.
- Een gedenksteen van Jhr. Frédéric van Citters is sinds 2023 weer in Delfshaven, te vinden op de Piet Heynstraat. Deze stond oorspronkelijk gemetseld aan de watertoren in Delfshaven, tot deze in 1968 gesloopt werd.[1]